# Medea de Novara
Hermine Kindle Flutcher, mais conhecida como Medea de Novara (Vaduz, 1905 - 1 de novembro de 2001), foi uma atriz Liechtensteiniana , esposa do diretor e ator mexicano Miguel Contreras Torres.

## Biografía
a nasceu em Vaduz, Liechtenstein, em 1905 e chegou ao México na década de 1930. Casou-se com o diretor e ator mexicano Miguel Contreras Torres, que conheceu em Hollywood. Entre outros papéis, ela representou a Imperatriz Carlota, no filme Juárez y Maximiliano de 1933, que estreou no Palacio de Bellas Artes na Cidade do México, e María Magdalena, em María Magdalena: Pecadora de Magdala.
Em 1951, Contreras Torres comprou o castelo Gutenberg, em Balzers,  para realizar os sonhos da atriz.  A partir de então, Medeia viajou constantemente entre o México e Liechtenstein, onde passou longos períodos em seu castelo. Após a morte do marido, ela assumiu os negócios de cinema da família.

## Filmografía
A lista de filmes:
- María Magdalena: Pecadora de Magdala (1945)
- Caballería del imperio (1942)
- Hombre o demonio (Don Juan Manuel) (1940)
- The Mad Empress (1939)
- La golondrina (1938)
- La paloma (1937)
- Tribu (1934)
- Juárez y Maximiliano (1933)
- La noche del pecado (1933)
- Zítari (1931) -cortometraje mudo.
- Soñadores de gloria (1930) Creditada como Medea de Movarry.